# James Allen
James Allen (ur. 28 listopada 1864 w Leicester, zm. 24 stycznia 1912) – angielski pisarz.

## Życiorys
Kiedy miał 15 lat, jego ojciec wyjechał do Ameryki, gdzie miał nadzieję zarobić pieniądze na poprawę sytuacji finansowej swojej rodziny po stracie biznesu. Zanim zdążył posłać po swoją rodzinę, został okradziony i zamordowany. James porzucił szkołę i rozpoczął pracę celem finansowego wsparcia rodziny. Parę lat później ożenił się. Po latach pracy awansował i pracował jako prywatny sekretarz kilku dużych firm przemysłowych.
James fascynował się filozofią, a do tego miał naturalny dar klarownego wyrażania swoich myśli. W 1902 roku postanowił, że zajmie się pisaniem książek. Po ukończeniu swojej pierwszej książki From Poverty to Power – przeniósł się wraz z żoną do Ilfracombe, pięknego nadmorskiego miasteczka w południowo-zachodniej Anglii, gdzie wiódł proste życie filozofując i pisząc kolejne książki. W sumie na przestrzeni 9 lat napisał 20 książek. Zmarł w roku 1912 w wieku 48 lat.
Najbardziej znaną książką Jamesa Allana jest As a Man Thinketh. Książka ta uznawana jest obecnie za klasykę samopomocy psychologicznej. Zakłada ona, że fundamentem dobrego człowieka są jego dobre myśli, z kolei złe myśli tworzą złego człowieka. Jednym słowem: "Jesteś takim, jak myślisz" (ang. you are what you think).